# 拉瓦德莫日洛图瓦
拉瓦德莫日洛图瓦（法語：Lawarde-Mauger-l'Hortoy）是法国皮卡第大区索姆省的一个市镇，属于蒙迪迪耶区努瓦河畔阿伊县。该市镇2009年时的人口为173人。

## 人口
拉瓦德莫日洛图瓦人口变化图示
| 数据来源：INSEE |